# Xã Pleasant Mound, Quận Bond, Illinois
Xã Pleasant Mound (tiếng Anh: Pleasant Mound Township) là một xã thuộc quận Bond, tiểu bang Illinois, Hoa Kỳ. Năm 2010, dân số của xã này là 1.018 người.